# Bělorusové
Bělorusové (bělorusky беларусы) jsou slovanský národ náležící k jeho východní větvi. Název Bělorusové pochází od jména Bílá Rus, kterým se od 14. století označovala část Litevského velkoknížectví mezi Dvinou a horním Dněprem.[zdroj?]
Počtem příslušníků (okolo 10 milionů) jsou Bělorusové podobně velkým národem jako Češi či Srbové. Jejich jazykem je běloruština, avšak užívanějším jazykem (zejména ve městech) je v současné době ruština; Bělorusko bylo již v 19. a 20. století vystaveno násilné rusifikaci.
Většina Bělorusů (přes 8 milionů) žije v Bělorusku. Nejpočetnější běloruské menšiny mají Rusko (necelý 1 milion), Ukrajina, Polsko a Kazachstán. Převažujícím náboženstvím je pravoslaví. Z východoslovanských národů mají však Bělorusové největší podíl římských katolíků (7,1 % obyvatel Běloruska v roce 2011 byli katolíci, část z toho ovšem tvořili etničtí Poláci). Přibližně polovina obyvatel Běloruska je bez náboženského vyznání.

## Osobnosti
Otcem běloruské vzdělanosti je kněz Cyril Turovský. František Skorina přeložil do staroběloruštiny, kterou kodifikoval, Bibli. Za ochránkyni Běloruska je považována Eufrosina Polocká, jež je pravoslavnou svatou.
K nejvýznamnějším běloruským vědeckým osobnostem patří nositel Nobelovy ceny za fyziku z roku 2000 Žores Ivanovič Alfjorov a letecký konstruktér Pavel Suchoj. Na vývoji sovětských jaderných zbraní se podílel fyzik Jakov Borisovič Zeldovič. Běloruský původ měl rovněž psycholog Lev Vygotskij či matematik Otto Šmidt. Lingvista Branislav Taraškievič je tvůrcem spisovné běloruštiny, která nese i jeho jméno - taraškievica. Nobelovu cenu za ekonomii získal roku 1971 běloruský rodák Simon Kuznets. Významným marxistickým teoretikem byl Alexandr Bogdanov.
Nejslavnějším běloruským spisovatelem je bezpochyby Janka Kupala. Světlana Alexijevičová získala roku 2015 Nobelovu cenu za literaturu. Za hranice své vlasti pronikli rovněž autoři jako Jakub Kolas, Maksim Bahdanovič, Vasil Bykav, Uladzimir Karatkevič či Ryhor Baradulin. V populární hudbě dokázal získat mezinárodní úspěch houslista Alexander Rybak, který má dnes ovšem norské občanství.
Za nejvýznamnější politickou osobnost běloruských dějin bývá označován revolucionář Tadeusz Kościuszko, k němuž se ovšem hlásí i Poláci. Z významných sovětských politiků byl Bělorusem Andrej Gromyko. První postkomunistickou politickou osobností byl Stanislav Šuškevič, pak se však ujal na dlouho vlády současný prezident Alexandr Lukašenko.
Za Bělorusa lze považovat i Vasilije Daniloviče Sokolovského, který se proslavil v řadách Rudé armády za druhé světové války, podobně je tomu u Ivana Jakubovského. Vladimir Kovaljonok a Pjotr Klimuk byli sovětští kosmonauté. Oleg Novickij je pilot ruského vojenského letectva a jako člen oddílu kosmonautů CPK se zúčastnil několika vesmírných misí. Prvním občanem Běloruska, který letěl do vesmíru, se stala Maryna Vasileuská.
Nejúspěšnější běloruští sportovci jsou sportovní gymnasté Vitalij Ščerbo a Olga Korbutová. Běloruskou gymnastickou školu úspěšně reprezentovala též Světlana Boginská. Též běloruská tenisová škola má zvuk, což dokazují jména jako Victoria Azarenková či Nataša Zverevová. Nejznámějším běloruským fotbalistou posledních let je Alexandr Hleb, z časů SSSR pak Sergej Alejnikov. Zápasník Alexandr Medveď získal zlatou medaili na třech po sobě jdoucích olympiádách. Zřejmě nejúspěšnějším běloruským sportovcem současnosti je biatlonistka Darja Domračevová. Sprinterka Julija Něstěrenková dokázala i v éře dominance černošských běžkyň vybojovat zlato na olympijských hrách v běhu na 100 metrů, v Athénách roku 2004. Olympijským vítězem v akrobatickém lyžování je Alexej Grišin. Věhlas měl i šachista Lev Polugajevskij.
Bělorusové se hlásí, vzhledem k existenci Polsko-litevské unie, jejíž součástí Bělorusko bylo, a také díky své specifické, šířeji pojaté nacionalitě, k některým osobnostem, jež jsou vnímány spíše jako Poláci – jsou to zejména spisovatel Adam Mickiewicz, hudební skladatelé Stanisław Moniuszko a Michał Kleofas Ogiński či cestovatel Jan Czerski.
Na území Běloruska kdysi sídlila významná židovská komunita. Místo narození Bělorusko má tudíž ve svém životopise mnoho židovských osobností, ať se vydali ve svém životě jakýmkoli směrem – malíř Marc Chagall, herec Solomon Michoels nebo revolucionář Alexandr Parvus do Ruska, malíř Chaïm Soutine či sochař Ossip Zadkine do Francie, Michael Marks, zakladatel firmy Marks & Spencer, do Británie, hudební skladatel Irving Berlin do USA, stejně jako Louis B. Mayer, zakladatel slavné filmové společnosti Metro-Goldwyn-Mayer, či David Sarnoff, který se stal pionýrem radiového vysílání v USA. V běloruském Kobrynu se narodil též v posledku americký matematik Oscar Zariski. V Bělorusku se narodila celá generace izraelských politiků: Menachem Begin, Šimon Peres, Jicchak Šamir, Chajim Weizmann, Zalman Šazar. Eliezer Ben Jehuda je otcem moderní hebrejštiny, Mendele Mocher Sforim zakladatelem moderní hebrejské literatury, Boris Gelfand izraelským šachovým velmistrem.
Rodiče narozené v Bělorusku měli i houslista Yehudi Menuhin, módní návrhář Ralph Lauren, herec Kirk Douglas, tenistka Maria Šarapovová či básník Guillaume Apollinaire.